# 삼국지 (요코야마 미츠테루)
삼국지는 중국 고전 소설 삼국지연의를 토대로 한 일본 만화가 요코야마 미쓰테루(横山光輝)의 60권으로 된 장편만화와 이를 원작으로 한 애니메이션이다.

## 주요 등장 인물
- 유비 현덕
- 관우 운장
- 장비 익덕
- 향란 - 유비 현덕의 부인
- 조운 자룡
- 제갈량 공명
- 방통 사원
- 조조 맹덕
- 서서 원직
- 손견 문태
- 손책 백부
- 손권 중모
- 주유 공근
- 동탁
- 여포 봉선
- 초선
- 원소 본초
- 원술
- 유표
- 사마의 중달
- 강유 백약

## 만화판 각권
1. 도원결의
2. 황건적 퇴치
3. 한실의 풍운
4. 난세의 간웅
5. 동탁 토벌군
6. 옥새의 행방
7. 강동의 파란
8. 여포와 조조
9. 조조의 대두
10. 서주의 모략전
11. 손책의 진격
12. 남양의 공방전
13. 현덕의 위기
14. 여포의 말로
15. 현덕의 기개
16. 조조의 지모
17. 관우의 고민
18. 결사의 천리행
19. 오나라의 암운
20. 흉마와 현덕
21. 공명의 출려
22. 초진 공명
23. 장판의 공방
24. 공명의 대논전
25. 적벽의 전초전
26. 적벽 대전
27. 남군 쟁탈전
28. 진공 현덕군
29. 정략 결혼
30. 주유와 용봉
31. 마초의 역습
32. 위수의 결전
33. 촉나라로 가는 험한 길
34. 낙봉파의 충격
35. 성도 공략전
36. 한중 침공군
37. 위와 오의 격돌
38. 장비의 지략
39. 한수 전투
40. 한중왕 유비
41. 관우의 불찰
42. 조조의 죽음
43. 촉의 명암
44. 촉과 오의 사투
45. 유비의 죽음
46. 공명의 남만행
47. 노수싸움
48. 맹획의 저항
49. 출사표
50. 공명 북벌행
51. 강유의 귀순
52. 가정의 전투
53. 진창의 전투
54. 진창성의 공략
55. 기산 여름의 전투
56. 공명의 귀국
57. 기산의 전투
58. 오장원으로 가는 길
59. 추풍 오장원
60. 촉한 그 뒤

## 애니메이션 판 방영 목록
1. 도원결의
2. 격투! 의용군
3. 사투! 철문협
4. 칙사의 덫
5. 십상시의 음모
6. 명마 적토마
7. 폭군 동탁
8. 난세의 간웅 조조
9. 호걸대전투
10. 불타는 야망
11. 옥새의 마력
12. 백마의 젊은 무사
13. 격동하는 사자들
14. 난세의 미녀(전)
15. 난세의 미녀(후)
16. 숙적! 두 영웅
17. 두 가지 계략
18. 취한 호랑이
19. 환상의 화목
20. 진부자의 음모
21. 달밤의 기습작전
22. 여포, 눈 속에 쓰러지다
23. 풀려난 호랑이
24. 장비의 병법
25. 고립된 맹장
26. 난세의 와룡 공명
27. 갈라지는 주종
28. 결사의 천리행
29. 현덕군 대결집
30. 관도의 전투
31. 흉마, 결사의 도하(渡河)
32. 낭사 단복
33. 서서의 어머니
34. 삼고의 예
35. 공명의 첫 전투
36. 공명대수병
37. 조조, 분노의 역습
38. 폭주! 아기를 지키는 무사
39. 공명대설전
40. 미장부 주유
41. 주유의 증오심
42. 비책! 수상대요새
43. 10만개의 화살
44. 황개, 고육지책
45. 봉추, 연환계
46. 적벽대전(전)
47. 적벽대전(후)